# 波斯波代尔
波斯波代尔（法語：Porspoder，法語發音：[pɔʁspɔdɛʁ]）是法国菲尼斯泰尔省的一个市镇，属于布雷斯特区。

## 地理
波斯波代尔（48°30'31"N, 4°45'56"W）面积11.29 平方千米，位于法国布列塔尼大區菲尼斯泰尔省，该省份为法国最西部的省份，位于布列塔尼半岛西部，北西南三面环大西洋，东临阿摩尔滨海省和莫尔比昂省。
与波斯波代尔接壤的市镇（或旧市镇、城区）包括：朗丁韦兹、拉尼尔迪特、普卢兰。

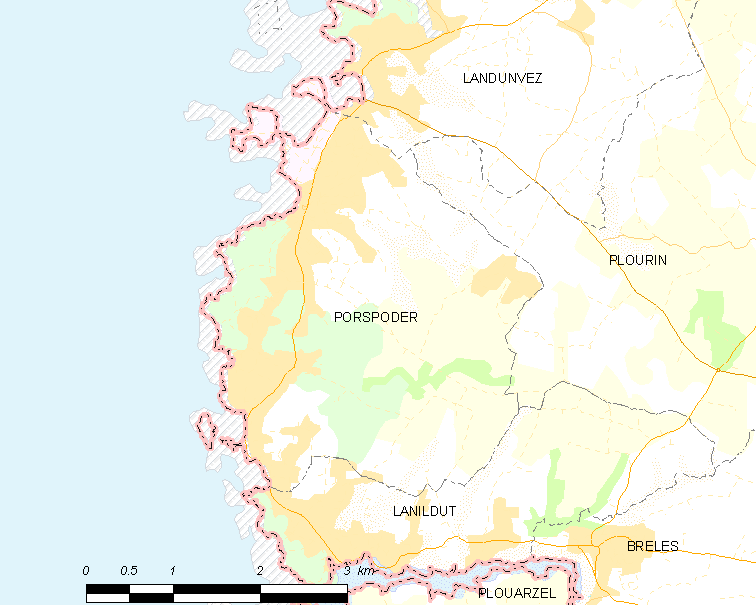
波斯波代尔的OSM定位图

波斯波代尔的时区为UTC+01:00、UTC+02:00（夏令时）。

## 行政
波斯波代尔的邮政编码为29840，INSEE市镇编码为29221。

## 政治
波斯波代尔所属的省级选区为圣勒南县。

## 人口

1962-2008年间波斯波代尔人口变化图示

波斯波代尔于2022年1月1日时的人口数量为1761人。